# Злий вовк
Злий вовк (англ. Bad Wolf) — дванадцятий епізод першого сезону поновленого британського науково-фантастичного телесеріалу «Доктор Хто». Даний епізод є першою частиною двосерійної історії, якою завершується сезон, та транслювався уперше на телеканалі BBC One 11 червня 2005 року. Автором сценарію для цього епізоду був Расселл Ті Девіс, продюсером — Філ Колінсон, а режисером — Джо Ахеарн.
У даному епізоді події відбуваються на 100 років пізніше подій епізоду «Довготривала гра» цього ж сезону. Дев'ятий Доктор (Крістофер Екклестон) та його супутники Роуз Тайлер (Біллі Пайпер) та  Джек Харкнесс (Джон Барроумен) були проти їхньої волі таємно відправлені на борт Супутника №5, звідки через контролера (Марта Коуп) транслюються різноманітні ігрові реаліті-шоу. Героям доводиться боротись проти далеків, що виявились справжніми власниками станції.

## Сюжет

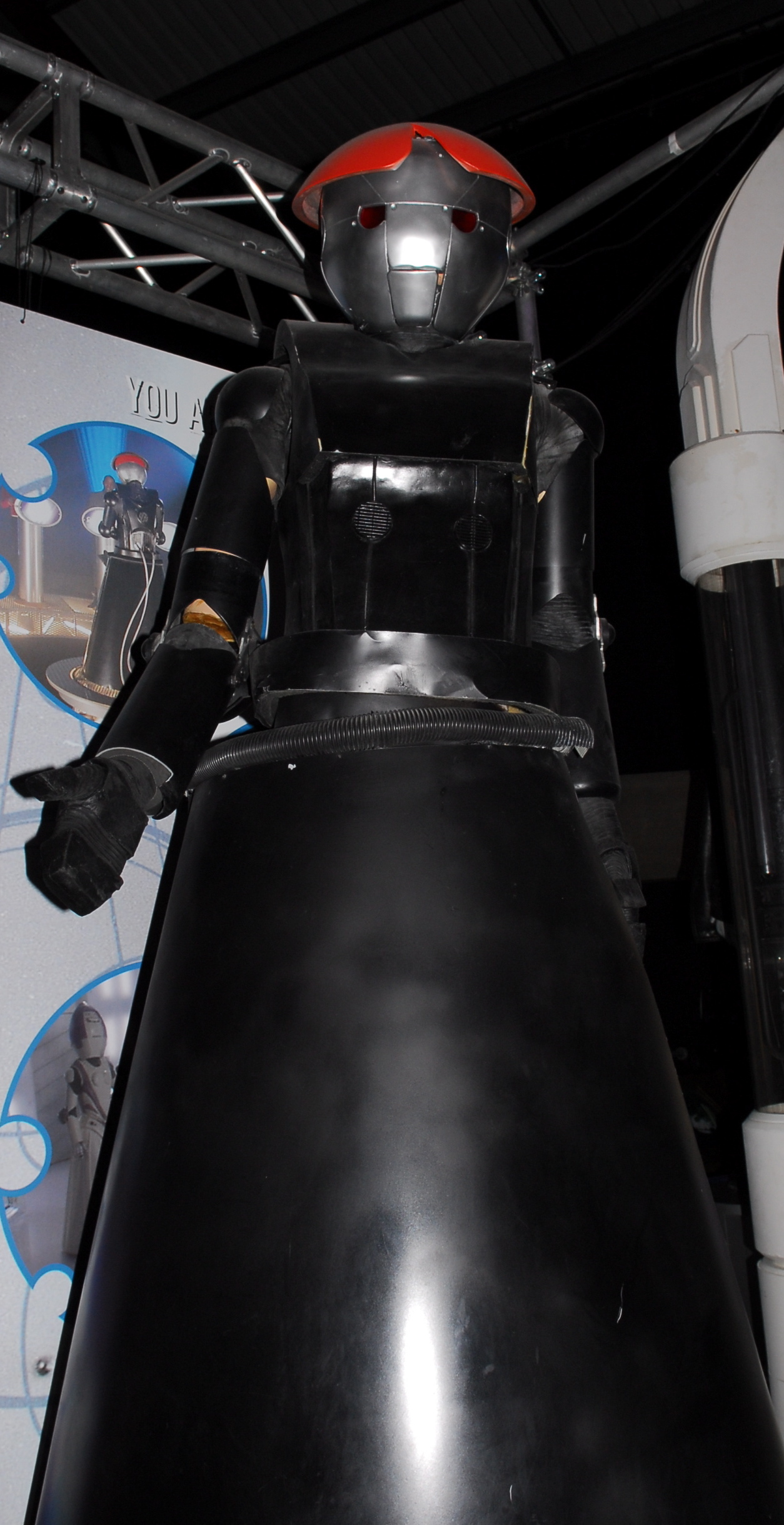
Дроїд Анна на виставці Doctor Who Experience

Дев'ятий Доктор, Роуз та Джек виявляють себе розділеними один від одного, прокидаючись з тимчасовою амнезією в різних телевізійних шоу, програш у яких закінчується смертю. На шоу «Найслабша ланка» та «Великий брат» учасники, що програли, розпадаються. На шоу «Що не варто носити» учасники піддаються жорстоким пластичним операціям. Доктор рятується з гри «Великий брат» із учасницею на ім'я Лінда, а Джек рятується з «Що не варто носити». Доктор виявляє, що вони перебувають на космічній станції Супутник №5 у 200100 році — через сто років після подій у епізоді «Довготривала гра». Зараз станція перебуває під контролем корпорації «Злий вовк», яка носить те саме ім'я, що і слова, які слідують за Доктором та Роуз крізь час та простір. Лінда пояснює, що 100 років тому, після останнього візиту Доктора, Супутник №5 припинив трансляцію новин по Галактичній імперії людства, що мало катастрофічні наслідки. Утрьох вони шукають Роуз та знаходять її саме тоді, коли вона програє фінальний раунд «Найслабшої ланки» та повинна бути дезінтегрована дроїдом Анною.
Доктора, Джек та Лінду арештовують, але вони утікають та піднімаються до кімнати управління на поверсі 500. Там вони зустрічають контролера — людину, яка з'єднана з комп'ютером та працює передавачем шоу. Контролер використовує призупинення трансляції унаслідок сонячного спалаху для того, щоб безпосередньо говорити з Доктором, повідомляючи, що її господарі не можуть її почути під час спалаху. Контролер використовував телепортаційний пристрій під назвою трансмат, щоб сховати Доктора та його супутників у іграх, оскільки її господарі не стежать за ними. Сонячний спалах закінчується, перш ніж контролер устигає повідомити Доктору, хто є її господарями.
Джек знаходить TARDIS у забороненій зоні, яку він використовує для з'ясування того, що ті, хто програли змагання, не розпадаються, а телепортуються в місце поза станцією. Контролер починає передавати Доктору координати, до яких веде трансмат, знаючи, що це чують її господарі. Контролер зникає в промені трансмату унаслідок її неблагонадійності та опиняється на космічному кораблі, де її вбивають господарі. Роуз прокидається на підлозі космічного корабля та в жаху спостерігає, як до неї наближається далек. Доктор і Джек виявляють сигнал, що надходить зі станції та щось приховує на краю Сонячної системи. Вони скасовують сигнал та виявляють там космічний флот далеків. Далеки відкривають канал зв’язку з Доктором, погрожуючи вбити Роуз, якщо Доктор втрутиться. Доктор відмовляється відмовитися від втручання та обіцяє врятувати Роуз і знищити далеків.

## Зйомка епізоду
Робочою назвою епізоду була «Світ ігрових шоу». До цього епізод називався в рекламній літературі як «Роздоріжжя (частина 1)», причому «Частина 2» з часом зберегла остаточну назву «Роздоріжжя».
Концепція дроїда Анни та футуристична версія гри «Найслабша ланка» була розкрита Расселлом Ті Девісом під час його другої зустрічі з BBC про повернення серіалу «Доктор Хто» у 2000 або 2001 роках. Спочатку знімальна команда мала на меті показати голі сідниці Джека на екрані. Сцена була знята, але відділ редакційної політики BBC став проти цього і наклав вето — єдиний раз, коли вони напряму давали вказівки знімальній команді протягом сезону 2005 року. Відповідно до коментаря DVD до цього епізоду, музика, яка лунає під час виявлення флоту далеків, включає хор, який співає «Що відбувається?» (транслітеровано: Mah Kor'ei) на івриті.
Рассел Т Девіс зазначив, що слова «Злий вовк» які є об'єднуючими для епізодів першого сезону, також є анаграмою. Однією з відповідей на запитання у грі «Найслабша ланка» було те, що Велика кобальтова піраміда була побудована на руїнах відомого інституту «Торчвуд» зі Старої Землі. «Торчвуд» (англ. Torchwood) є анаграмою «Доктор Хто» (англ. Doctor Who). У 2006 році було запущено спін-оф серіал з назвою «Торчвуд», події якого відбуваються в сучасному Кардіффі та з участю команди, що розслідує паранормальні явища та інциденти з прибульцями, за участю Джона Барроумена, що виконує роль капітана Джека Гаркнесса.

## Трансляція епізоду та відгуки
Епізод отримав у підсумку 6,81 мільйонів глядачів, що є найнижчим показником сезону. Дек Хоган з Digital Spy позитивно оцінив цей епізод, хвалячи гру Екклестона, пародії в епізоді та андроїдів Сузанну й Трінні. SFX дав «Злому вовку» оцінку дев'ять з десяти, назвавши дану двосерійну історію «Найкращим творінням сезону», хвалячи пародії та розкриття присутності далеків.